# Green Ridge (Missouri)
Green Ridge est une ville du comté de Pettis, dans le Missouri, aux États-Unis,. Située au sud-ouest du comté, elle est fondée en 1870 et incorporée en 1903.

## Démographie
Lors du recensement de 2010, la ville comptait une population de 476 habitants. Elle est estimée, en 2016, à 498 habitants.

### Source de la traduction
- (en) Cet article est partiellement ou en totalité issu de l’article de Wikipédia en anglais intitulé « Green Ridge, Missouri » (voir la liste des auteurs).